# Транспорт Сіверськодонецька
У Сіверськодонецьку доволі розвинуте транспортне сполучення. З іншими містами Сіверськодонецьк сполучається за допомогою залізниць і автобусів. В самому місті дуже щільно розвинута мережа внутрішньоміських транспортних маршрутів тролейбусів, внутрішньоміських і приміських маршрутних таксі. Через події російського вторгнення інфраструктура міста сильно пошкоджена, тролейбусний і залізничний транспорт не функціонує.

## Автомобільний транспорт
Зазвичай міста будувалися на торгових шляхах. Згодом ці торгові шляхи перетворювалися у міжнародні транспортні коридори. Сіверськодонецьк — молоде місто, тому місце побудови обумовлене іншими причинами. Причини подібного розташування міста читайте у історії Сіверськодонецька. Тому жодної траси міжнародного значення через Сіверськодонецьк не проходить. Найближчими міжнародними автошляхами є траси E40 (близько 60 км через Лисичанськ по автошляху Т-13-02) і Е50 (близько 80 км через Лисичанськ, Сокологірськ, Кадіївка і Алчевськ по автошляху Р-66, Т-13-16 і Т-05-04).
У 2008 році статус місцевого автошляху Т-13-03 був підвищений до статусу регіонального і отримав індекс Р-66. Це перший автошлях такого статусу у цьому регіоні. Він проходить через міста Лисичанськ, Рубіжне і Сіверськодонецьк. Іншим місцевим автошляхом Т-13-06 Сіверськодонецьк сполучається з центром сусіднього громади Щастинського району — Новоайдаром. Т-13-06 упирається в автошлях національного статусу Н-21. Місцевий автошлях сполучає місто з автошляхом Т-13-02 і через нього з одним з найстарших міст Слобожанщини — Старобільськом.
За січень-листопад 2009 року підприємствами автомобільного транспортубуло доставлено замовникам 415,4 тис. вантажів, що становить 10,8% від загальнообласних показників. Вантажообіг за цей же період склав 25,2 млн ткм, що становить 4,2% від загальнообласних показників. Тобто незважаючи на не досить розгалужену мережу автошляхів навколо Сіверськодонецька вони є досить завантаженими.
Також в місці перетину з вулицею Богдана Ліщини вулиця Промислова проходить через автомобільну розв'язку через залізничні колії і продовжує огинати місто по Окружній дорозі. Окружна дорога в свою чергу перетинає місцевий автошлях на Старобільськ і закінчується в районі перетину з шосе Будівельників. За межами міста шосе Будівельників переходить у трасу Т-13-06 на Новоайдар і Луганськ. Тобто транзитний транспорт може фактично об'їхати місто не забруднюючи атмосферу міста, чого нема, наприклад, у обласному центрі Луганську, де міжнародна автотраса E40 проходить через історичний центр міста.

### Міжміське і міжнародне пасажирське автобусне сполучення
На розі проспекту Хіміків, Окружної дороги і шосе Будівельників розташований міський автовокзал.
Сіверськодонецьк прямим сполученням пов'язаний з:
- Луганською областю: Алчевський район (Кадіївка, Сокологірськ), Довжанський район (Світличне), Луганськ, Ровеньківський район (Хрустальний), Сватівський район (Сватове, Бараниківка, Білокуракине, Ковалівка, Кругле, Лагідне, Лозно-Олександрівка, Містки, Сиротине, Троїцьке), Сіверськодонецький район (Боровеньки, Гузіївка, Кремінна, Лисичанськ, Новокраснянка, Олександрівка, Попасна, Рубіжне), Старобільський район (Старобільськ, Марківка, Мілове, Новобіла, Орлівка, Соснівка, Танюшівка), Щастинський район (Муратове, Співаківка).
- Інші регіони Іншими регіонами України: Дніпро, Донецька область (Донецьк, Краматорськ, Маріуполь, Слов'янськ), Запорізька область (Бердянськ), Київ, Харків.
- Міжнарордні рейси: Росія (Валуйки (Бєлгородська область), Ростов-на-Дону (Ростовська область), Таганрог (Ростовська область)).

Через місто проходять і транзитні рейси, які зв'язують місто з:
- регіонами області: Айдар, Антрацит, Довжанськ, Марківка.
- Іншими регіонами України: Дніпропетровська область (Кам'янське), Запоріжжя.
- Міжнарордні рейси: Росія (Воронеж (Воронезька область), Розсош (Воронезька область).

На міжміських маршрутах міста можна було зустріти автобуси угорського виробництва Ikarus 250, Ikarus 256 та інші.

#### Сіверськодонецький автовокзал
Сіверськодоне́цький авто́бусний вокза́л — вокзал для автобусних міжміських і міждержавних перевезень в Сіверськодонецьку, який розташований за адресою: проспект Хіміків, 61. Час роботи: 04:40-19:30.
Побудований у 1963–1964 роках за проектом архітектора Іван Шеховцова. Вокзал розрахований на відправлення до 200 пасажирів на годину. Відповідно до генерального плану автовокзал був винесений на східну околицю міста, що забезпечує можливість виїзду у напрямку Луганська і Сватова, а через окружну дорогу в інших напрямках.
Об'ємно-просторова структура автовокзалу являє собою куб, який формує три зони: площа перед автовокзалом з боку міської автомагістралі, зону прибуття автобусів та зону їх відправлення. Це типовий проєкт, такі автовокзали як Сіверськодонецький побудовані по всій області.
У тильній стороні автовокзалу створений цокольний поверх, де розміщені допоміжні служби, камери зберігання і криті перони прибуття і відправлення автобусів. На першому поверсі знаходиться касовий зал з виходами на тераси, під якими розміщені перони. У формуванні інтер'єру центральної частини автовокзалу істотну роль відіграє панельне скло, яке відкриває вид на проспект Хіміків.

### Приміське пасажирське автобусне сполучення
Сіверськодонецьк пов'язаний автобусним сполученням з усіма населеними пунктами Сіверськодонецької міської громади. Крім того сполучення є з багатьма сусідніми населеними пунктами Сватівського, Старобільського та Щастинського районів. Автобуси відправляються як від Центрального автовокзалу, так і від Центрального ринку. Автобуси і маршрутні таксі на Лисичанськ відправляються також з площі Перемоги.

### Мережа внутрішньоміських автодоріг
В місті нараховується до 50 вулиць, провулків тощо. Усі вулиці заасфальтовані. Більшість з них знаходяться у достатньо задовільному стані, але у зв'язку з неякісним виконанням робіт більшість доріг приходиться за кілька років знову ремонтувати. Тротуари у місті поступово обкладають тротуарною плиткою. Як і у більшості міст, крамниці та інші організації, які розташовуються на перших поверхах житлових будинків зобов'язані доглядати територію між будинком і вулицею. В тому числі облаштування тротуарів.

## Повітряний транспорт
Аеропорт «Сіверськодонецьк» — аеропорт розташований за 7 км на південь від Сіверськодонецька. Аеропорт має одну злітно-посадкову смугу довжиною 2840 метрів, один перон, один аеровокзал.
Новий аеропорт було відкрито 16 квітня 1968 року. Аеропорт може приймати такі літаки як Ан-24 і Як-40. Пропускна спроможність аеровокзалу становить 150 осіб на годину, а вантажного терміналу — 70 тон на добу. Аеропорту наданий клас Б (з 2009 року).
На сьогоднішній день не працює.

## Залізничний транспорт
У Сіверськодонецьку є тупікова вантажна однойменна станція, та вантажна станція Предмостова. Це досить велика станція, яка має 14 колій. Вона обслуговує весь промисловий сектор Сіверськодонецька. Найближчі пасажирські станції знаходяться у Лисичанську і Рубіжному. До станції Лисичанськ 4 кілометри. Біля неї є автобусна зупинка, біля якої зупиняється весь пасажирський транспорт, який сполучає Сіверськодонецьк і Лисичанськ. У майбутньому згідно з проектом біля станції буде зупинка міжміського тролейбусу. Станція Рубіжне  є не менш популярною і мешканці Сіверськодонецька також часто нею користуються.

## Міський громадський транспорт
У січні-листопаді 2009 року послугами пасажирського транспорту скористалися 16011,1 тис. пасажирів. Пасажирообіг склав 169,6 млн пас. км.

### Трамвай
У 1967 році було прийняте рішення про будівництво трамвайних мереж у Сіверськодонецьку. Кілька разів з різних причин будівництво трамваю переносилося. У 1994 році було прийняте рішення про відмову від будівництва трамвайних мереж у Сіверськодонецьку.

### Тролейбус
Сіверськодонецький тролейбус — вид міського транспорту у місті Сіверськодонецьк, Луганської області. Датою відкриття руху є 1 січня 1978 року. В місті діють 5 постійних маршрутів. На міських маршрутах курсують такі моделі тролейбусів: ЗіУ-682ГОМ (ЗіУ-682Г.016-03), 2 штуки Дніпро Е187, ЮМЗ-Т1, ЮМЗ-Т2, ЮМЗ-Т2.09; є 3 технічні тролейбуси КТГ-1; раніше також працювали ЗіУ-682Б і ЗіУ-682БОО, зараз курсують ЗіУ-682Г.

### Маршрутні таксі
Міські маршрутні таксі охоплюють більшість вулиць міста. Фактично з кожної точки міста на відстані не більше 5-10 хвилин можна сісти на якийсь з видів транспорту.
Маршрути автобусів в режимі маршрутного таксі («Маршрутки»):
- 1 маршрут (Чисте озеро — вул. Князя Володимира — шосе Будівельників — пр-т. Хіміків — вул. Пивоварова — зуп. Кільцева).
- 2 маршрут (Тролейбусне управління — пр-т. Гвардійський — вул. Богдана Ліщини — пр-т. Хіміків — вул. Пивоварова — зуп. Кільцева).
- 5 маршрут (СПЗ (нові площадки) — вул. Новікова — вул. Князя Володимира — шосе Будівельників — пр-т. Хіміків — вул. Пивоварова — зуп. Кільцева — Лісна Дача — Гаражне об'єднання «Автомобіліст»).
- 8 маршрут (Ринок Універсальний — вул. Дмитра Сірика — вул. Князя Володимира — пр-т. Гвардійський — вул. Донецька — пр-т. Хіміків — вул. Донецька — пр-т. Гвардійський — вул. Князя Володимира — вул. Дмитра Сірика — Ринок «Універсальний» (кільцевий маршрут)).
- 101 маршрут (Кільцева — вул. Пивоварова — вул. Богдана Ліщини — пр-т. Гвардійський — пр-т. Центральний — Технікум — пр-т. Центральний — Торговий дім «Мир» — пр-т. Гвардійський — вул. Богдана Ліщини — вул. Пивоварова — Кільцева).
- 102/12 маршрут (Кільцева — вул. Пивоварова — вул. Богдана Ліщини — вул. Миколи Леонтовича — пр-т. Центральний — вул. Науки — вул. Дмитра Сірика — пр-т. Космонавтів — вул. Новікова — вул. Князя Володимира — шосе Будівельників — пр-т. Хіміків — вул. Донецька — вул. Гоголя — вул. Миколи Амосова — вул. Сметаніна — вул. Єгорова — Міська лікарня № 1 — Щедрищеве — Міська лікарня № 1 — вул. Єгорова — вул. Енергетиків — вул. Донецька — пр-т. Хіміків — шосе Будівельників — вул. Князя Володимира — вул. Новікова — пр-т. Космонавтів — вул. Дмитра Сірика — вул. Науки — пр-т. Центральний — вул. Миколи Леонтовича — вул. Богдана Ліщини — вул. Пивоварова — Кільцева).
- 110 маршрут (Тролейбусне управління — шосе Будівельників — вул. Князя Володимира — вул. Дмитра Сірика — вул. Донецька — пр-т. Гвардійський — пр-т. Центральний — вул. Сметаніна — Бази — Воєводівка.

### Міські автобуси
1 липня 1934 — відкрився перший автобусний маршрут «Лисичанськ — Лисхімбуд». З 1934 по 1942 рік на ньому перевозили пасажирів з міста Лисичанська до заводу «Лисичанський хімзавод». У 1935 році «Лисхімбуд автотрест» отримав 10 автобусів ЗІС-8. Усього до початку війни було отримано 25 автобусів. Після початку німецько-радянської війни і до середини 50-х років автобусний рух було перервано.
На початку 50-х років минулого століття місто було схоже на великий будівельний майданчик: не було ні будинків, ні вулиць, а були бараки і польові дороги меж цима бараками. У цьому селищі міського типу проживало трохи більше 10 тисяч чоловік. Тим часом для потужного хімічного комбінату «Азот» було потрібно більша кількість людей, ніж ті, які мешкали в цьому селищі. Населення селища стало збільшуватися за рахунок приїжджих з різних куточків СРСР. І вже до 1955 року в селищі налічувалося 30 тисяч чоловік. Почалося будівництво перших вулиць і провулків, з'явилися перші будинки, дерева і сквери. Збільшення чисельності населення селища призвело до появи в ньому перших повоєнних автобусів. Однак, спершу це були вантажівки ГАЗ-51, в кузові яких були розташовані лавочки. Поверх кузова був натягнутий тент, який захищав людей від дощу і вітру. Таким чином у Сіверськодонецьку з'явився перший післявоєнний автобус. У цього автобуса не було встановленого маршруту та шляхів сполучення. Ці автобуси забирали людей з вулиць і провулків і везли до прохідної комбінату. У 1958 році після присвоєння Сіверськодонецьку (тоді Сєвєродонецьк) статусу міста до 30-тисячної позначки чисельності населення був пущений перший автобусний маршрут в межах міста. Він рухався від вулиці Призаводської (нині вул. Пивоварова) вулицею Леніна (нині бул. Незалежності України) до вулиці Польової (нині пр-т. Хіміків). Через рік був введений другий маршрут: від автовокзалу по вулиці Польової до комбінату. Також було організовано сполучення до сусідніх міст Рубіжне та Лисичанськ. На маршрутах працювали автобуси Львівського автобусного заводу ЛАЗ-695Е і машини Павлівського автозаводу ПАЗ-670. На початку 60-х років у місті з'явилися нові автобуси ЗіЛ-158 (ЛіАЗ 158) (вони були у виробництві з 1957 по 1970 рік, і були побудовані спільно ЛіАЗом та ЗІЛом, у 1959 році виробництво автобуса було перенесене на Лікінський автобусний завод, однак назву автобуса можна зустріти як ЗІЛ- так і ЛіАЗ-158); окрім цього у місті працювали автобуси ЛіАЗ-677М, яких було випущено найбільше з-поміж усього модельного ряду Лікінського автобусного заводу. Також у минулому працювали автобуси моделей Ikarus 260 i Ikarus 280 угорської фірми Ikarus.
Автобусне сполучення активно розвивалося до появи тролейбусного сполучення. Остаточно автобусне сполучення зникло з вулиць міста після розпаду СРСР, коли вони були замінені маршрутними таксі.